# Operación Shkval
Operación Shkval es el nombre de una serie de pruebas nucleares realizadas por la Unión Soviética en el marco de experimentos de las Fuerzas armadas entre 1961 y 1962. Durante esta se realizaron dos pruebas nucleares con misiles crucero en el sitio de pruebas de Nueva Zembla.

## Prueba N° 116
La primera prueba conducida ocurrió el 8 de octubre de 1961, en la bahía Chyornaya. El misil crucero utilizado fue un KSR-2, desplegado desde un avión Tu-16. Esta prueba fue la primera realizada en la bahía Chyornaya después de la moratoria realizada en el lugar por la contaminación provocada por una prueba nuclear conducida en el marco de la Operación Volga. La ojiva explotó a 1450 m de altura y liberando una energía de 15 kilotones. Esta prueba figura como la número 116 en los registros soviéticos oficiales.

## Prueba N° 155
La segunda prueba, dirigida por el almirante V. A. Kasatonov, se condujo el 22 de agosto de 1962, en el mar de Kara. El misil fue desplegado por un avión Tu-16, cuyo piloto tuvo que operar como en una situación de combate real. El experimento estaba destinado a probar armas contra portaaviones. En el mar se prepararon previamente los objetivos para la prueba, pero el hielo a la deriva destruyó parte del campo de batalla recreado, por lo que se tuvieron que implementar nuevos objetos. La explosión de produjo sobre la superficie del agua a 60 m, y la energía liberada fue de 6 kilotones.